# Tartu konstmuseum

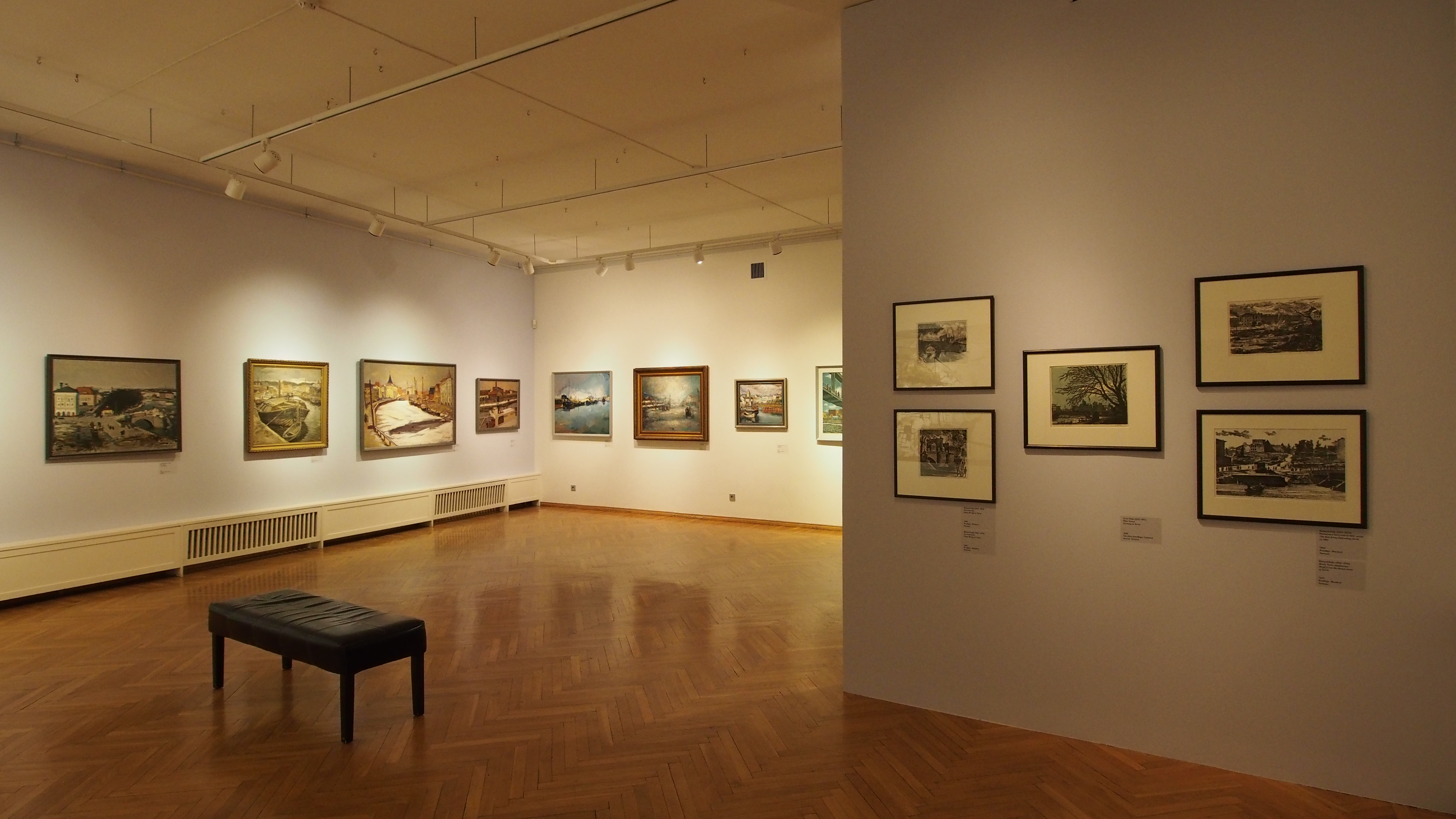
Interiör.

Tartu konstmuseum (estniska: Tartu Kunstimuuseum) är ett statligt estniskt konstmuseum i Tartu, som grundades 1940 på privat initiativ. 

## Historik
Konstnärssällskapet Pallas i Tartu grundade 1918 Pallas konsthögskola. Tjugo år senare tog föreningen initiativ till att grunda ett konstmuseum, och i november 1940 utfärdade Tartus stadsstyrelse ett dekret om etablerandet av Tartu konstmuseum på Suurturg 3 (nu Rådhustorget 3). Sommaren 1941 skänkte Statens etnografiska museum sin 1900-talskonstsamling till det nya museet. 
Under andra världskriget tvingades museet att flytta flera gånger, med den mest kritiska situationen 1943 när det dåvarande huset på Lai 17 kollapsade i en flygräd. Huvuddelen av samlingen räddades dock. År 1946 inrättades museet i två våningsplan i byggnaden Vallikraavi 14. År 1999 beslöts att stänga byggnaden för besökare för att bättre kunna ta hand om den växande konstsamlingen. Idag är inrymmer den byggnaden lager, kontorshus och konservatorsverkstäder, bibliotek och arkiv. Lutande huset har varit museilokaler sedan 1988. 
Tartu konstmuseum administrerar också två konstnärsmuseer: Anton Starkopfs museum i Tartu och Eduard Kutsars museum i Elva.

## Lutande huset
Sedan 1988 har Tartu konstmuseums utställningar hållits i en byggnad vid Rådhustorget, som går under namnet Lutande huset. Detta byggdes 1793 och har tillhört familjen Barclay de Tolly. Efter restaurering av polska experter har fortsatt lutning stoppats. 
Byggnaden har tre våningsplan med tillfälliga utställningar, lärosalar och en konstbokhandel.

## Bildgalleri

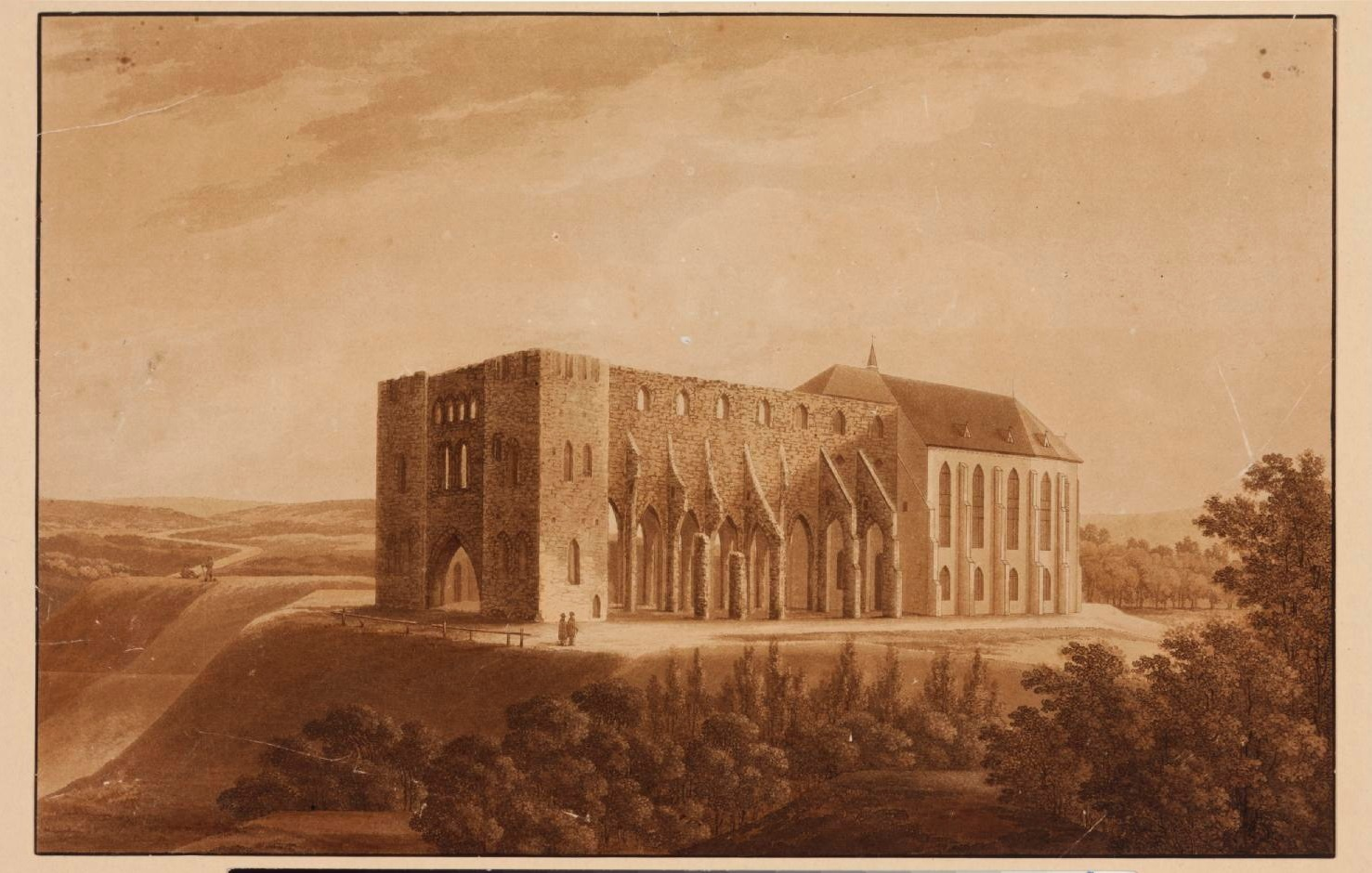
August Matthias Hagen (1794‒1878): Ruiner på Toomemägi, före 1825
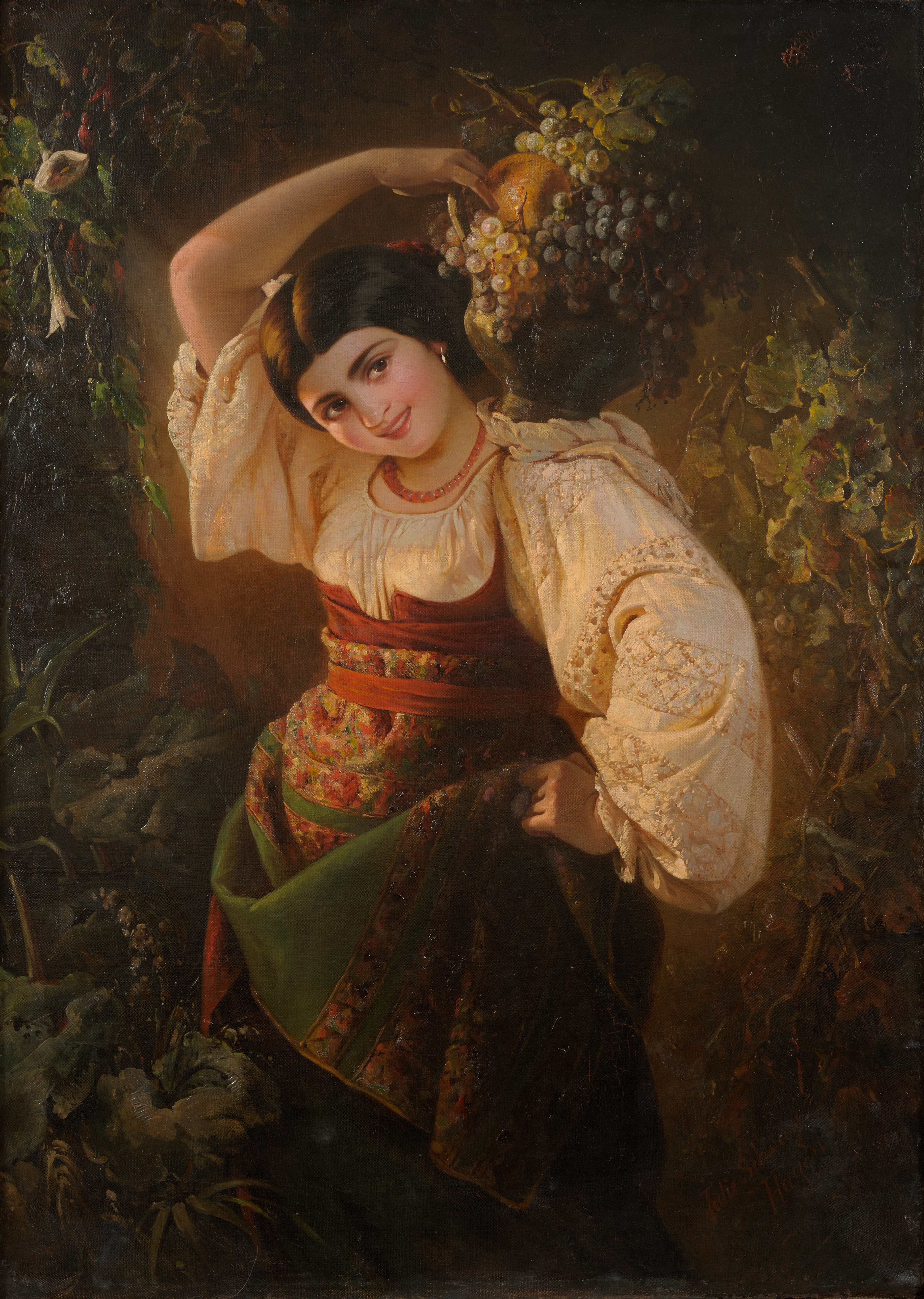
Julie Wilhelmine Hagen-Schwarz (1824‒1902): Italiensk kvinnaa med en vas, omkring 1850-tal
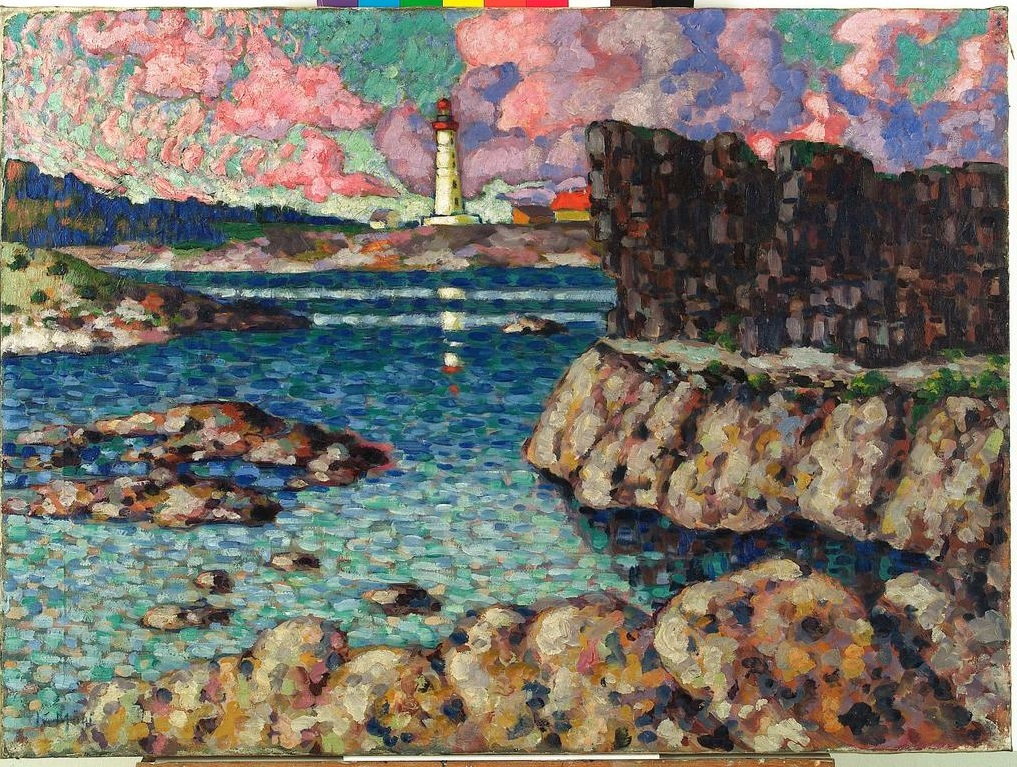
Konrad Mägi: Landskap vid Vilsandi, 1913‒1914
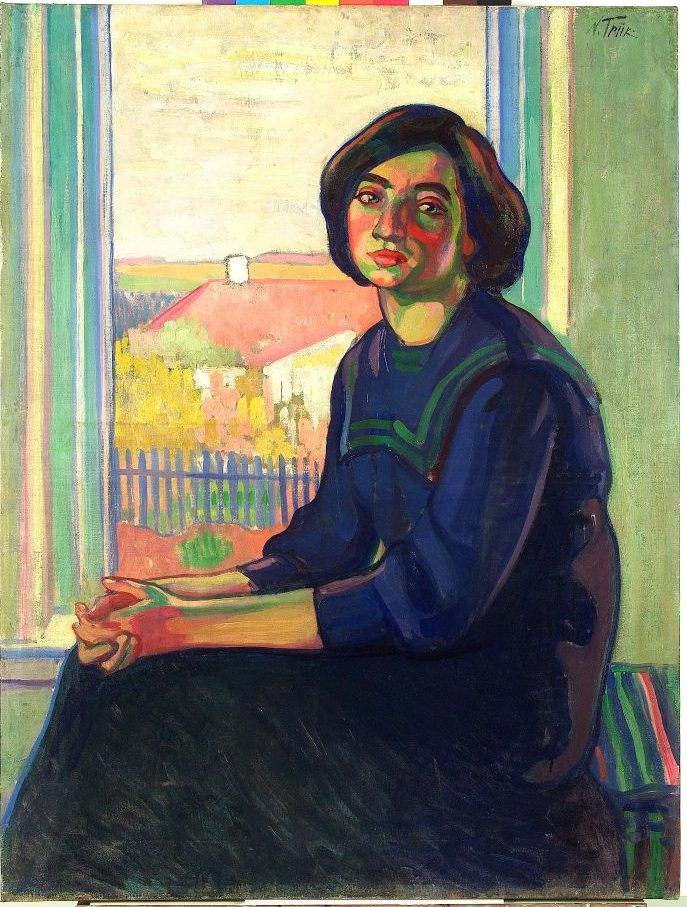
Nikolai Triik (1884‒1940): Porträtt av V. Martna, omkring 1910
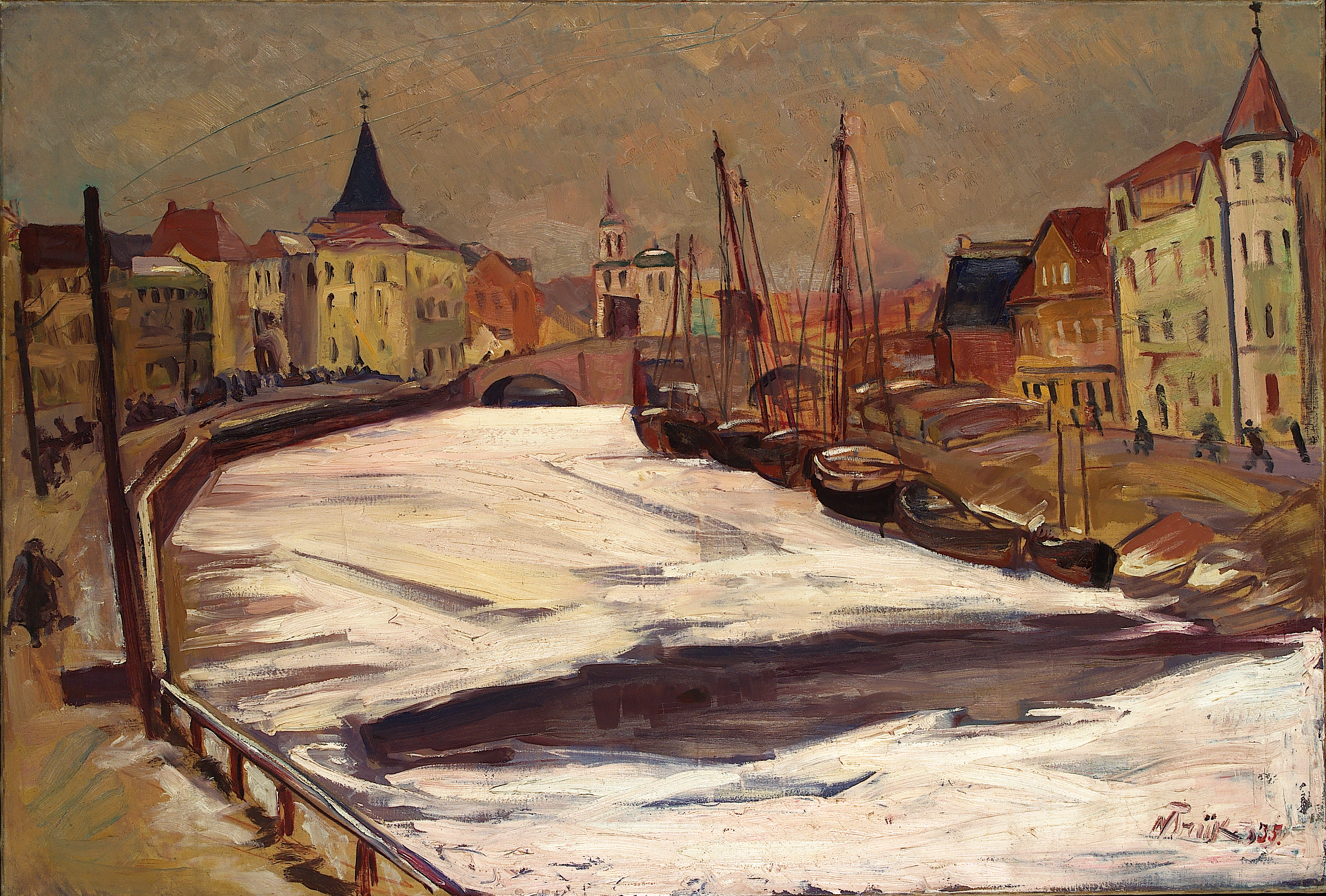
Nikolai Triik: Vinter i Tartu, med Emajõgi, 1935
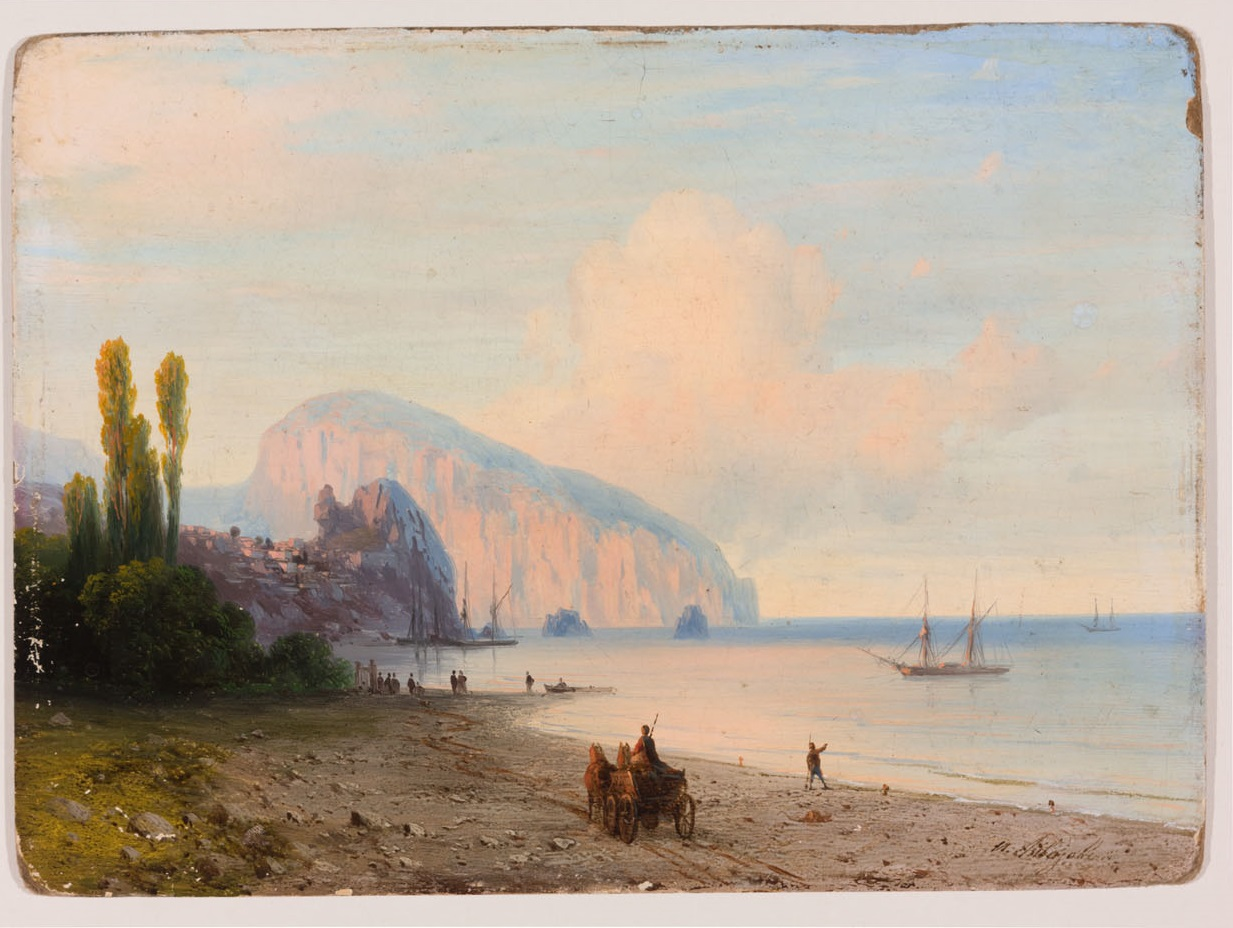
Ivan Aivazovsky: Berget Aij-Dag i Krim
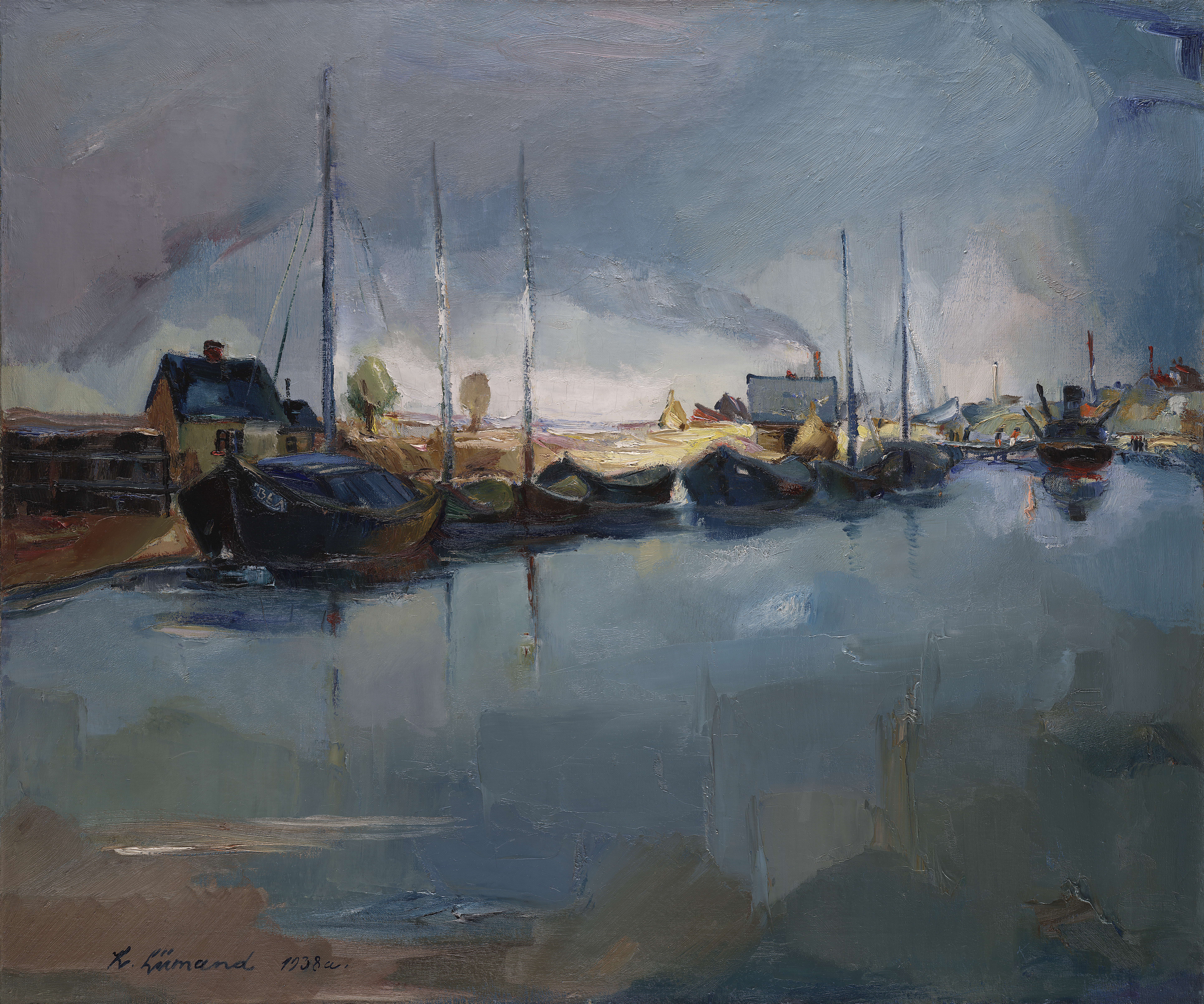
Kaarel Liimand (1906–1941): Fartyg på Emajõgi, 1938